# Sean Moore (cầu thủ bóng đá)
Sean Moore (sinh ngày 13 tháng 8 năm 2005) là một cầu thủ bóng đá người Ireland hiện tại đang thi đấu ở vị trí tiền vệ cánh trái cho câu lạc bộ Cliftonville tại Giải vô địch quốc gia Bắc Ireland và Đội tuyển bóng đá U-19 quốc gia Cộng hòa Ireland.

## Sự nghiệp thi đấu

### Câu lạc bộ
Moore bắt đầu sự nghiệp thi đấu của mình tại câu lạc bộ Cliftonville, và được cho là sẽ rời câu lạc bộ vào tháng 1 năm 2023. Ngày 25 tháng 2 năm 2023, Moore ghi 1 cú đúp trong chiến thắng 2-1 trước Glentoran.

### Quốc tế
Moore đã từng đại diện cho Bắc Ireland ở cấp độ U-18. Năm 2023, anh chuyển sang đại diện cho đội U-19 Cộng hòa Ireland, khi ra mắt đội bóng này trong trận gặp U-19 Hy Lạp.

## Danh hiệu
Cá nhân
- Đội hình xuất sắc nhất mùa giải của Giải vô địch quốc gia Bắc Ireland (1): 2022–23[11]
- Cầu thủ trẻ xuất sắc nhất năm của NIFWA: 2022–23[12]